# Erechthias acontistes
Erechthias acontistes är en fjärilsart som beskrevs av Edward Meyrick 1880. Erechthias acontistes ingår i släktet Erechthias och familjen äkta malar. Inga underarter finns listade i Catalogue of Life.